# チャーミングケア
一般社団法人チャーミングケア（Charming Care）は、日本の非営利団体であり、医療的ケア児や障害のある子どもとその家族への支援を目的として活動している。
2018年に設立され、主に外見ケア（アピアランスケア）やメンタルサポート、就労支援、学習支援、社会啓発活動などを行っている。本部は大阪府にある。代表理事は石嶋瑞穂である。

## 概要
チャーミングケアは、外見に変化のある子どもたちへの理解促進と、病気や障害のある子どもと家族への支援を主な目的として設立された。特に医療的ケアや通院・入院を伴う子どもたちの心理的ケアと、家庭へのサポート体制の整備に力を入れている。

## 沿革
- 2018年 - 一般社団法人として設立。
- 2021年 - 医療ケア児・障害児向けのECマーケットプレイスを開設。
- 2022年 - 「チャーミングケア研修」開始（ベネッセこども基金助成）。
- 2023年 - 子どものアピアランスケア小冊子を2万部全国配布（LUSHチャリティバンク助成）。
- 2024年 - メタバースを活用した病弱児の復学支援事業を開始（タケダ・ウェルビーイング助成事業）。

## 主な事業
- 医療ケア児・障害児家庭向けEC事業（グッズ・衣料・お見舞い品など）
- オンライン研修プログラム「チャーミングケア研修」
- 啓発冊子・広報活動による社会認知の向上
- メタバース空間を活用した学習支援・復学支援
- 子どもの外見ケア（アピアランスケア）に関する啓発と資料制作
- 保護者の就労支援（20名以上の有償委託雇用実績）

## 助成・受賞歴
- ベネッセこども基金
- タケダ・ウェルビーイング・プログラム（武田薬品）
- LUSHジャパン チャリティバンク
- 小林製薬 青い鳥財団
- 阪急阪神ホールディングス H2Oサンタ
- 岩佐賞（教育の部、2023年）
- アメリカン・エキスプレス RISE with SHOP SMALL（2023年）
- コープこうべ 虹の賞（2023年）

## メディア掲載
NHK『おはよう関西』（2024年1月24日・2月15日放送）
関西テレビ『報道ランナー』SDGs特集（2023年11月24日放送）
朝日新聞デジタル「【教育の部】病気や障害のある子の外見ケアや、親の就労支援に尽力 チャーミングケア」（2023年9月）
朝日新聞デジタル（アピタル）（2023年9月30日掲載）
毎日新聞（2023年10月5日掲載）
読売新聞オンライン（2023年6月22日掲載）
Forbes JAPAN
日本経済新聞「向き合う」特集
Yahoo!ニュース、LINEニュース 他
日経xwoman（DUAL）（2022年4月15日〜18日掲載）
ベネッセ たまひよオンライン（2022年10月掲載）
創業手帳（2021年12月28日掲載）
テレビ東京『ワールドビジネスサテライト』「オシャレを楽しんで 病気や障害を持つ子ども」（2020年11月16日放送）
日本経済新聞「病気や障害のある子の外見ケア・就労支援に尽力」（2020年9月）
東京MX『田村淳の訊きたい放題』出演

## 関連人物
- 石嶋瑞穂（代表理事）